# Шикула Микола Кіндратович
Микола Кіндра́тович Шику́ла  (1925-2006) -  український вчений-грунтознавець, доктор сільського господарства, автор численних наукових видань та публікацій, засновник наукової школи з грунтозахисного і біологічного землеробства.  
Був одним зі співорганізаторів великомасштабного Полтавського експерименту, а саме забезпечував наукове підгрунтя цього дослідження, яке тривало з 1973 по 1988 роки в Полтавський області. Завдяки цьому експерименту Шикула М.К. та команда вчених під його керівництвом науково обгрунтували грунтозахисну систему землеробства, в основі якої лежав мінімальний безплужний обробіток грунту на глибину 5 см під всі культури. 
Вчений також є автором численних наукових праць, одними з самих відомих є такі: "Відтворення родючості грунтів у грунтозахисному землеробстві" та "Грунтозахисна біологічна система землеробства в Україні". Микола Кіндратович був автором проекту закону України "Про органічне сільське господарство", який був прийнятий Верховною Радою України в 2018 році. 
Кафедра ґрунтознавства та охорони ґрунтів Національного Університету Біоресурсів і Природокористування (НУБіП), яку професор очолював з 1975 по 1999 роки, з 2010 року носить його ім'я (06.01.1925-16.05.2006).

## З життєпису
Народився 1925 року у c. Велика Лепетиха Херсонської області. Після закінчення неповної середньої школи вступив 1939 року до Нікопольського сільськогосподарського технікуму агролісомеліорації. 
Коли почалася нацистсько-радянська війна, довгий час перебував в окупації. 1944 року був призваний до армії, закінчив війну 1945-го на острові Рюген у Німеччині.
1950 року демобілізований, закінчив екстерном Нікопольський технікум. Того ж року направлений на навчання в Московську сільськогосподарську академію ім.Тимірязєва.  1955 року закінчив з відзнакою. 
У 1960 році захистив кандидатську дисертацію. Впродовж 1960-1970 років працював в УНДІГ - старшим науковим співробітником, згодом завідувачем лабораторії підвищення родючості еродованих земель і рекультивації.  1968 року захистив докторську дисертацію.